# Norma Talmadge
Norma Talmadge (Jersey City, 2 mei 1894 – Las Vegas, 24 december 1957) was een Amerikaans actrice uit de periode van de stomme film.

## Biografie
Talmadge werd op 2 mei 1894 geboren in Niagara Falls, als de oudste dochter van Fred Talmadge, een werkloze alcoholist en Margaret "Peg" Talmadge. Talmadge groeide in armoede op: nadat haar vader het gezin had verlaten, voedde haar moeder Norma en haar zussen Natalie en Constance alleen op. Talmadge startte haar carrière als fotomodel in de voorfilmpjes die indertijd in de bioscoop werden getoond. Haar moeder overtuigde Talmadge - en haar twee zussen - ervan dat ze de filmindustrie in moest gaan.

## Carrière
Peg Talmadge bracht haar dochter naar de Vitagraph Studios - slechts enkele straten verderop van hun huis - in de hoop dat ze aangenomen zou worden om in een film te spelen. Breta Breuill - die de montage deed voor films - regelde voor Norma Talmadge een kleine rol in The Household Pest (1909). Met de hulp van Breuill kreeg Talmadge in de periode 1911-1912 meer dan 100 filmrollen. In 1911 kreeg ze een contract aangeboden. Haar eerste film onder een contract werd Neighboring Kingdom. Ze kreeg voor het eerst aandacht met de drie uur durende verfilming van A Tale of Two Cities die in delen werd uitgebracht in 1911. Talmadge speelde Mimi, een naaister die Sidney Carton bijstaat. Maurice Costello, die de hoofdrol had in de film, hielp haar verder met haar carrière. Vanwege de steeds grotere rollen die ze speelde, kreeg Talmadge meer aandacht van het publiek. Daarnaast ontving ze ook lof van critici. In 1913 was Talmadge uitgegroeid tot de meestbelovende actrice van Vitagraph.

### Doorbraak
In 1915 kreeg Talmadge haar grote doorbraak toen ze een rol kreeg in de vooraanstaande film The Battle Cry of Peace, een anti-Duitse, propagandistische drama. Talmadge's ambitieuze moeder vond echter dat ze geen vooruitgang boekte bij de studio en regelde een contract voor haar bij National Pictures Company. Hier kreeg ze acht grote filmrollen en verdiende ze $400 per week. Nadat haar laatste film voor Vitagraph, The Crown Prince's Double, erop zat, verliet Talmadge in 1915 de studio. Ze had vijf jaar bij Vitagraph gewerkt en was in ongeveer 250 films verschenen.
In augustus 1915 verliet de familie Talmadge New York om te verhuizen naar Californië. Hier was Talmadge te zien in de film Captivating Mary Carstairs; de set en de kostuums waren echter goedkoop en de film werd een flop. National Pictures ging na het uitbrengen van de film failliet. Gestrand in Californië zat Talmadge zonder werk. Ze probeerde vervolgens een contract te krijgen bij Triangle Corporation waar D.W. Griffith werkte. Door de kracht van The Battle Cry wist Talmadge een contract te krijgen bij Griffiths Fine Arts Company. Talmadge speelde in zeven lange films waaronder The Social Secretary (1916), een komediefilm die werd geschreven door Anita Loos. In haar periode bij Fine Arts, was ze, in tegenstelling tot haar zus Constance, niet in films van Griffith te zien.

### Succes
Toen er aan haar contract een einde was gekomen, keerde Talmadge terug naar New York en richtte ze zich op Broadway. Hier ontmoette ze regisseur Joseph M. Schenck die in die tijd plannen maakte om zijn eigen films te realiseren. Deze deed haar een huwelijksaanzoek en bood haar hun eigen studio aan. Ze trouwden uiteindelijk op 20 oktober 1916. Samen met haar moeder had Schenck de complete controle over haar carrière.
In 1917 vormde het koppel de Norma Talmadge Film Corporation. Schenck beloofde van Talmadge de grootste ster ooit te maken. Haar eerste film voor de studio werd Panthea (1917), een inmiddels verloren gegane film. De film werd een sensatie. In de periode 1917-1921 maakte ze ongeveer vier succesvolle films per jaar. Talmadge werd opgemerkt door haar modesmaak, die terugkwam in de films. Als resultaat hiervan had ze een maandelijks stukje in het tijdschrift Photoplay. 

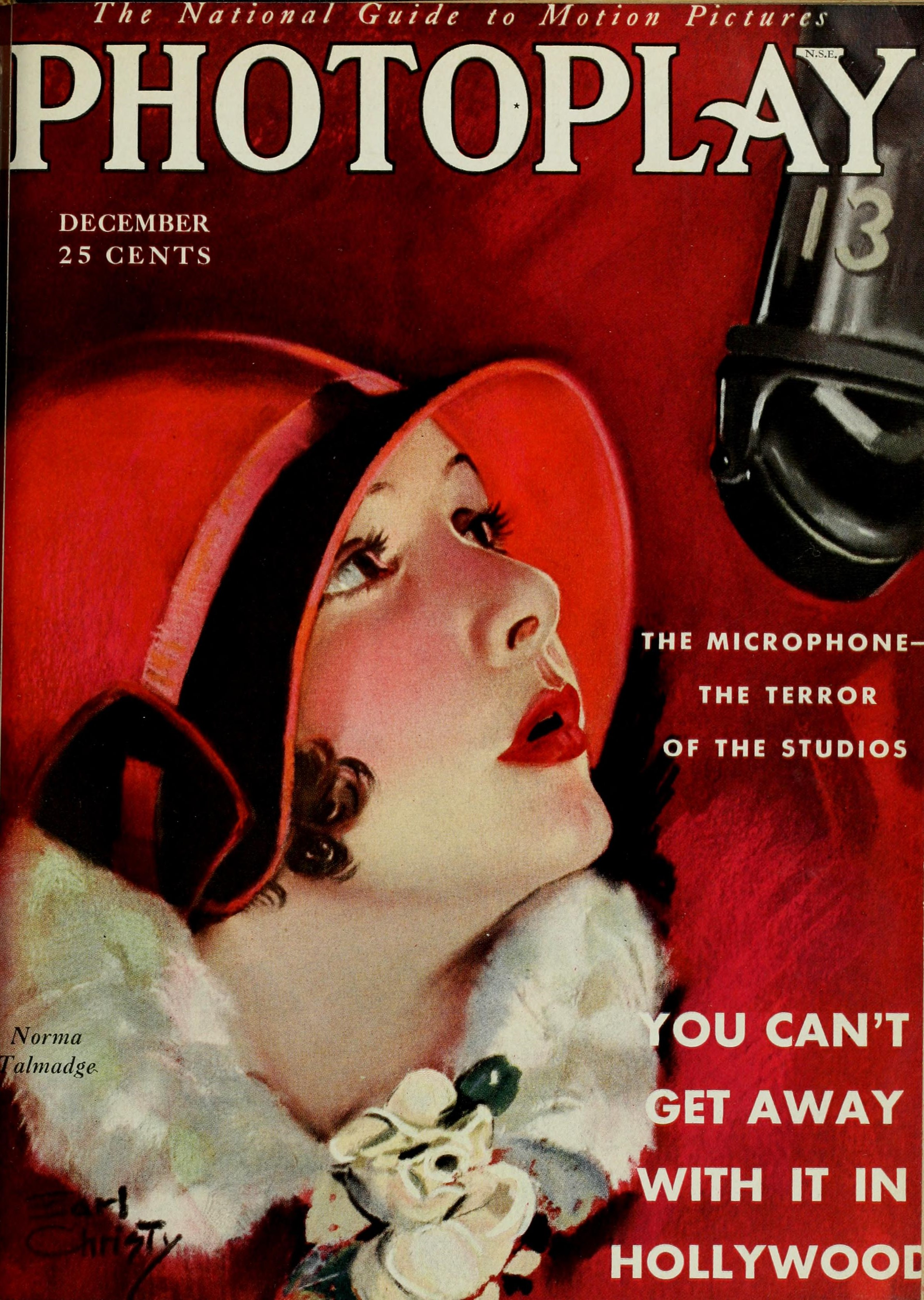
De voorpagina van het blad Photoplay met illustratie van Talmadge (1929)

Talmadges films werden enorme kassuccessen. Toen de film The New Moon (1919) in première ging, was de zaal zó vol, dat er geen ruimte meer was voor de gezusters Talmadge.
In de jaren '20 bleef Talmadge haar status in de publiciteit houden en acteerde ze nog altijd in succesvolle films. Smilin' Through (1922) is een van Talmadges meest memorabele films uit die tijd. De film kreeg twee remakes, waar Norma Shearer en Jeanette MacDonald de hoofdrollen in hadden. De film werd Talmadges populairste film. Nadat Smilin' Through werd uitgebracht, sloot Schenck de studio, waarna Norma en Constance naar Hollywood verhuisden, waar toentertijd Natalie met Buster Keaton acteerde in films. Talmadges films in Hollywood waren nog grootser en gevarieerder in genres. Ze werkte samen met bekende regisseurs, waaronder Frank Lloyd, Clarence Brown en Frank Borzage.
In 1923 werd Talmadge in een opiniepeiling uitgeroepen tot de grootste filmster. Ze verdiende 10.000 dollar per week en kreeg tot meer dan drieduizend brieven per week van bewonderaars. Ook voor haar volgende film, Secrets (1924), kreeg Talmadge uitstekende kritieken. Talmadge kreeg de bijnaam “The Lady of the Great Indoors”. Ook werd er gezegd dat niemand beter dramatische rollen kon spelen dan Talmadge.
Joseph Schenck werd in 1924 een van de bazen van United Artists, maar Talmadge had nog steeds een contract bij First National. Ze bleef in bekende films spelen. In 1927 begon Talmadge een traditie door per ongeluk in nat cement te stappen bij de Grauman's Chinese Theater.

### Geluidsfilms
Talmadges laatste film voor First National werd Camille (1926), een film die in 1936 opnieuw werd gemaakt met Greta Garbo in de hoofdrol. Tijdens het filmen van Camille werd Talmadge verliefd op tegenspeler Gilbert Roland waarna ze een scheiding aanvroeg bij Joe Schenck. Hij wilde haar deze niet geven, maar ze gingen wel uit elkaar. Desondanks werden de volgende films waarin Talmadge te zien was uitgebracht door United Artists, waar Schenck werkte. De studio kreeg echter financiële problemen, waardoor Talmadge niet veel aandacht meer kreeg. Haar populariteit daalde en haar films flopten.
Toen haar volgende film, Woman Disputed (1928), werd uitgebracht, was de geluidsfilm al geïntroduceerd. Al snel lieten alle filmstudio's de stomme film achter zich en maakte alleen nog maar ruimte voor geluidsfilms. Talmadge nam daarom stemlessen. Na een voorbereiding van een jaar lang, verscheen ze in 1929 in haar eerste geluidsfilm, New York Nights. Talmadge bleek, in tegenstelling tot wat geloofd werd, geen Brooklynse stem te hebben. Ze kon wel degelijk normaal spreken en haar acteerprestaties werden ook geaccepteerd. De film werd echter een flop, waardoor Talmadge begon te zoeken naar een grote film. In 1930 was ze te zien in DuBarry, Woman of Passion. Talmadge bleek in deze film toch niet ervaren genoeg te zijn voor de geluidsfilm, waardoor de film flopte.
Het publiek bleek ook niet meer geïnteresseerd te zijn in sterren uit de stomme film en Talmadge werd als te oud beschouwd. Volgens haar contract moest ze nog in twee films spelen. Ze vroeg echter of haar contract beëindigd mocht worden. Hierdoor werd DuBarry, Woman of Passion haar laatste film.

### Pensioen
Nadat Talmadge de filmindustrie achter zich liet, trok ze zich ook terug uit alles wat met de film of met Hollywood te maken had. Ze trouwde niet met Gilbert Roland. Haar moeder werd ziek in 1931 en stierf uiteindelijk in 1933.
In 1932 ontmoette ze komiek George Jessel. Nadat Schenck Talmadge haar scheiding in april 1934 gaf, trouwde Talmadge negen dagen later met Jessel. Jessel had een radioprogramma dat niet een groot publiek wist te lokken. Daarom nodigde hij Talmadge uit voor meerdere gastrollen. Het programma werd uiteindelijk van de radio gehaald. Jessel en Talmadge scheidden in 1939. Haar vermogen was zo groot dat de gezusters Talmadge geen geldproblemen hadden. In 1946 trouwde Talmadge met Carvel James.
Talmadge, die zich nooit comfortabel voelde om het middelpunt van de aandacht te zijn, trok zich volledig terug uit de media. Ze vertelde dat ze verslaafd raakte aan pijnstillers. In de laatste jaren van haar leven verhuisde ze naar het warme klimaat in Las Vegas. Ze stierf daar in 1957 op 64-jarige leeftijd aan een beroerte.

## In populaire cultuur
Talmadge vormde de inspiratie voor het personage Norma Desmond in de film Sunset Boulevard uit 1950 en het personage Lina Lamont in de musicalfilm Singin' in the Rain uit 1952.

## Filmografie
Een lijst van de films waar Talmadge in verscheen, exclusief de korte films.

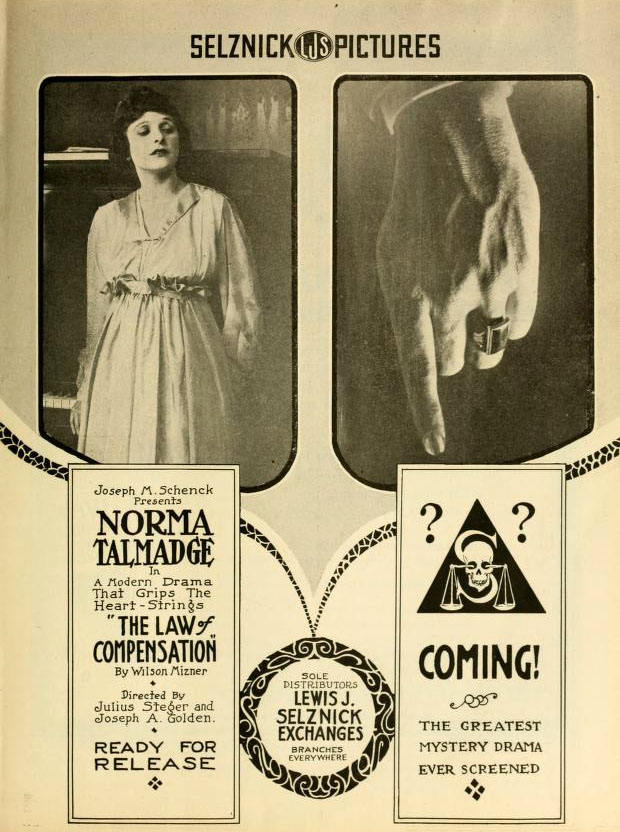
The Law of Compensation, 1917
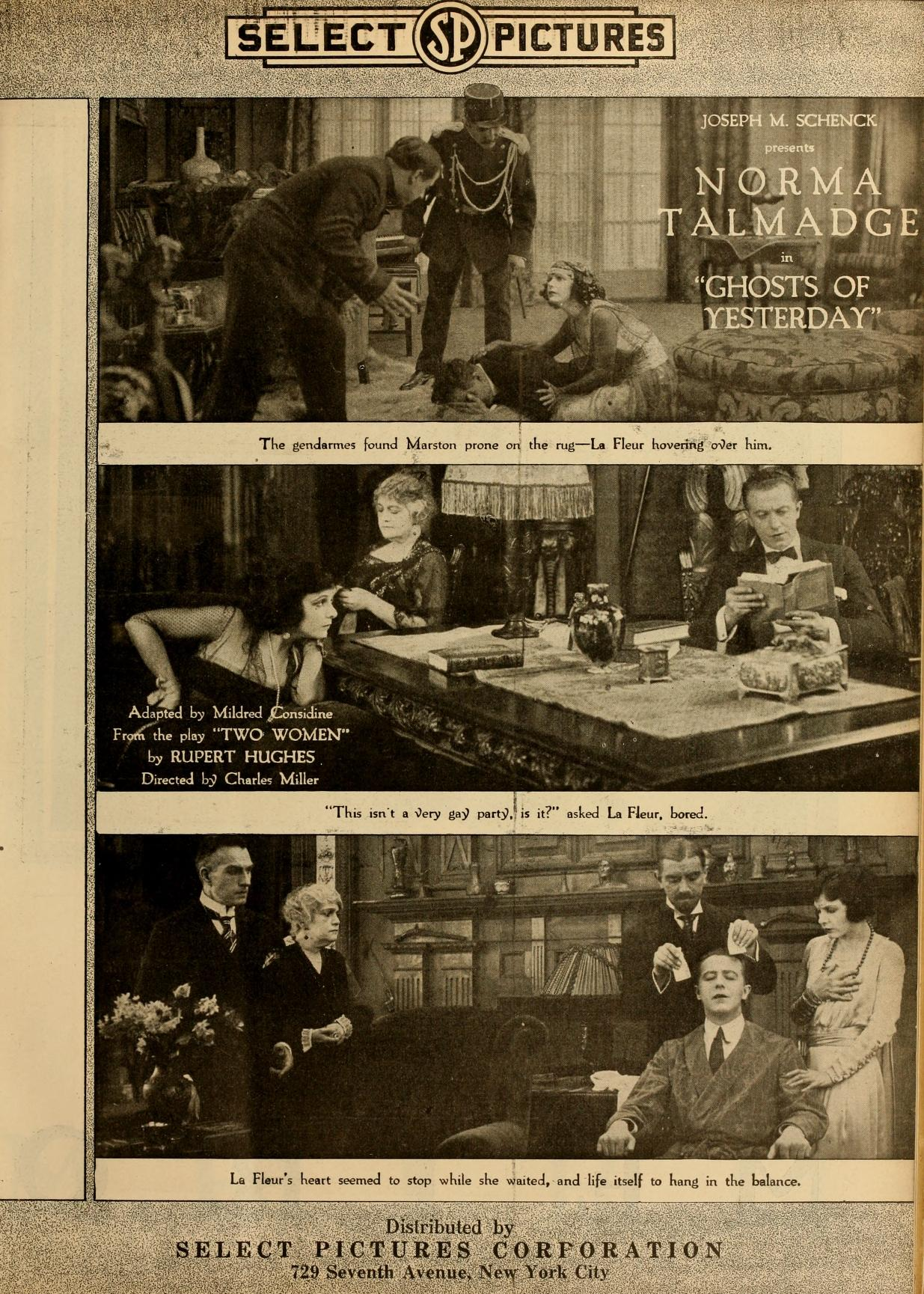
Ghost of Yesterday, 1918
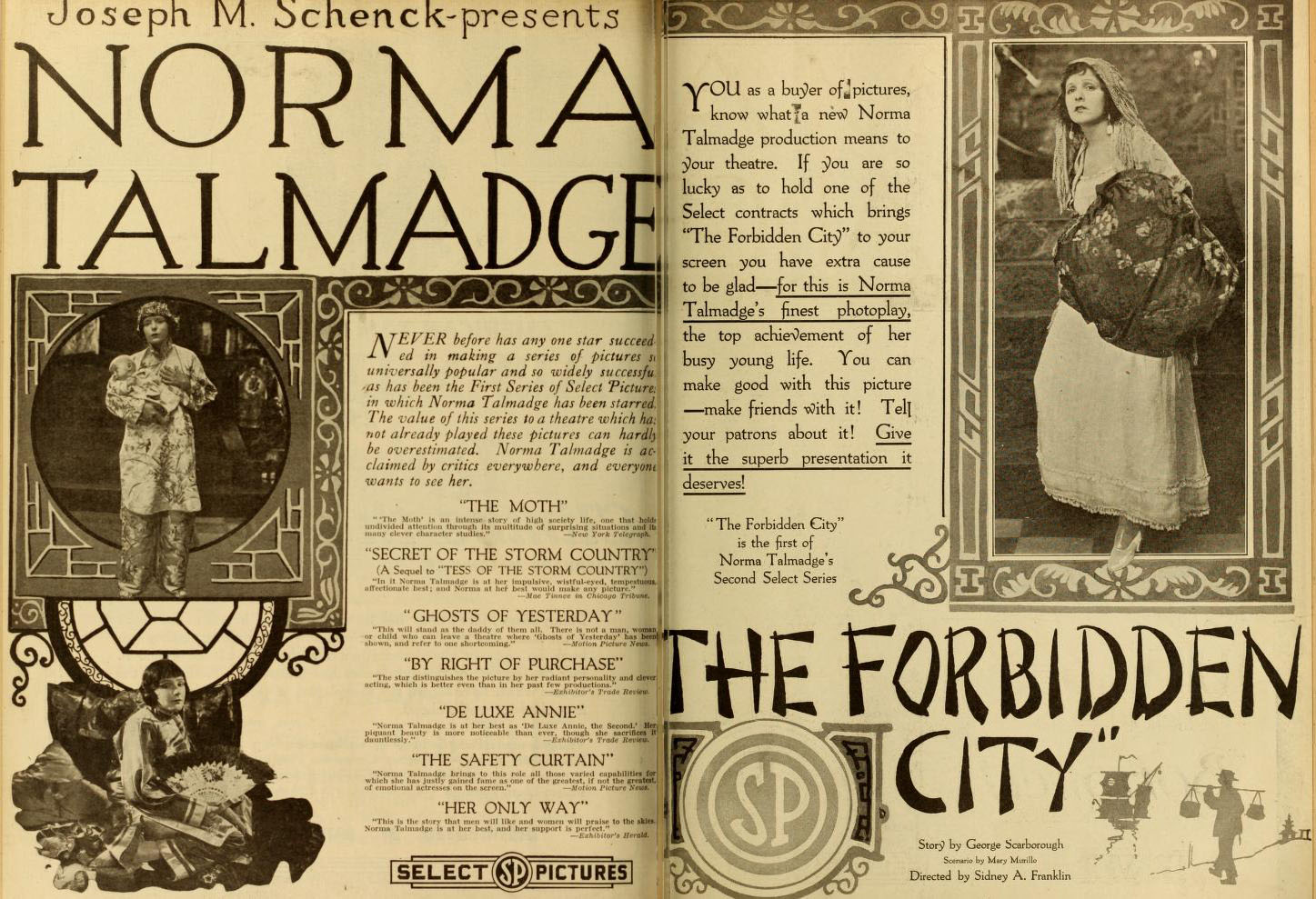
The Forbidden City, 1918

- Biblioteca Nacional de España: XX1393840
- Bibliothèque nationale de France: cb14701519z (data)
- Gemeinsame Normdatei: 122259921X
- International Standard Name Identifier: 0000 0000 8034 9093
- Library of Congress Control Number: n90722167
- Nationale Bibliotheek van Israël: 987012384834305171
- SNAC: w62v2rv4
- Système universitaire de documentation: 172236401
- Virtual International Authority File: 87157078
- WorldCat: E39PBJv8J4KrpF9JqYK9YQ8grq